# Nom d'un chien
Cet article possède un paronyme, voir Bill, nom d'un chien !.
Ne doit pas être confondu avec Chien.
Nom d'un chien est le huitième épisode de la vingt-quatrième saison de la série télévisée Les Simpson et le 516e épisode de la série. Il est diffusé pour la première fois sur la chaine américaine Fox le 16 décembre 2012.

## Synopsis
Abraham part habiter chez son fils après un incendie survenu à la maison de retraite. Le jour du déménagement, Homer se blesse au dos et pendant que sa famille part aider le grand-père, il reste seul à la maison et développe une addiction pour un jeu en ligne, négligeant ainsi le chien. Quand celui-ci est retrouvé,  tout le monde s'en réjouit sauf Homer. Abraham raconte alors qu'Homer avait un chiot  appelé Bongo quand il était jeune.

## Références culturelles

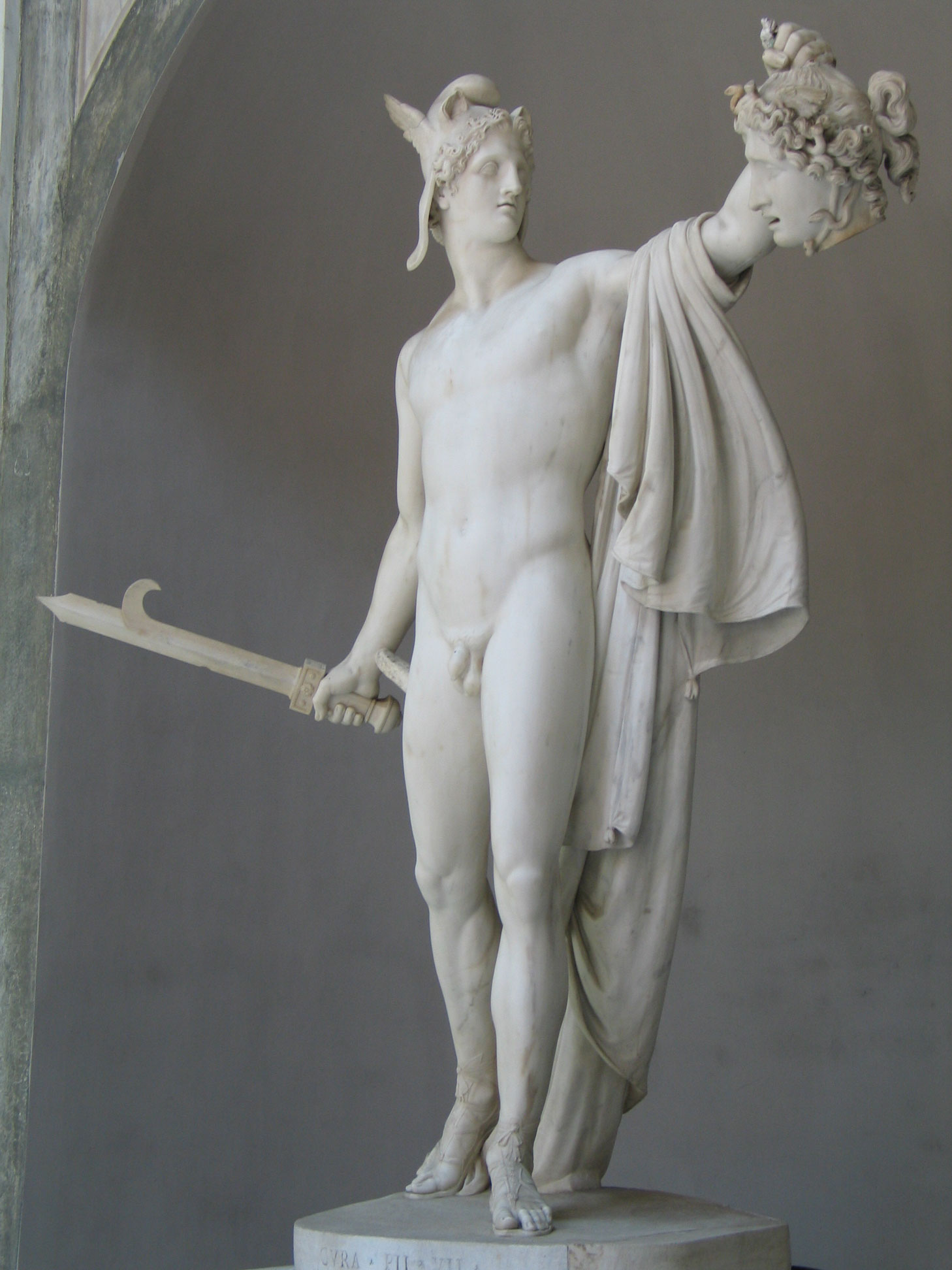
Persée tenant la tête de Méduse